# Drăguțești
Drăguțești es una comuna ubicada en el distrito de Gorj, Rumania.

## Superficie
Cuenta con una superficie de 61,51 kilómetros cuadrados.

## Demografía
Hasta 2021 la población era de 4969 habitantes, con una densidad de población de 80,78 habitantes por kilómetro cuadrado.